# Anisodus luridus
Anisodus luridus là loài thực vật có hoa trong họ Cà. Loài này được Link mô tả khoa học đầu tiên năm 1824.